# Kanton Changé
Changé is een kanton van het Franse departement Sarthe. Het kanton maakt deel uit van de arrondissementen Le Mans (7) en  Mamers (1).
In 2020 telde het 29.731 inwoners.

Het kanton werd gevormd ingevolge het decreet van 24 februari 2014, met uitwerking op 22 maart 2015, met Changé als hoofdplaats.

## Gemeenten
Het kanton omvat volgende gemeenten :
- Brette-les-Pins
- Challes
- Champagné
- Changé
- Parigné-l'Évêque
- Saint-Mars-d'Outillé
- Sargé-lès-le-Mans
- Yvré-l'Évêque